# Libia na Mistrzostwach Świata w Lekkoatletyce 2009
Libia na Mistrzostwach Świata w Lekkoatletyce 2009 – reprezentacja Libii podczas czempionatu w Berlinie liczyła początkowo 2 zawodników, lecz Ali Mabrouk El Zaidi nie wystartował w biegu maratońskim. Mohamed Ashour Khawajah odpadł w półfinale biegu na 400 m.

## Występy reprezentantów Libii

### Mężczyźni
| Konkurencja   | Zawodnik                | Eliminacje | Eliminacje | Półfinał | Półfinał | Finał         | Finał         |
| Konkurencja   | Zawodnik                | Wynik      | Poz.       | Wynik    | Poz.     | Wynik         | Poz.          |
| ------------- | ----------------------- | ---------- | ---------- | -------- | -------- | ------------- | ------------- |
| Bieg na 400 m | Mohamed Ashour Khawajah | 45,56 NR   | 17.        | 46,43    | 22.      | Nie awansował | Nie awansował |